# Кориолисова сила
Кориолисовата сила е инерционна сила, съответстваща на кориолисовото ускорение при движение в неинерциална отправна система. Тя предизвиква Кориолисовия ефект, който представлява видимото отклонение от права линия на движещ се обект спрямо въртяща се отправна система. Тази сила се нарича фиктивна (или псевдосила) защото се проявява само в неинерциални отправни системи и изчезва в инерциални. Понятието е въведено от французина Гаспар-Гюстав Кориолис през 1835 г.
Кориолисовото ускорение се появява при движение в неинерциална отправна система, въртяща се спрямо инерциалната. Например кориолисово ускорение има при движение по повърхността на Земята. То се наблюдава при махалото на Фуко.
Закон на Бер: „Реките, които текат по направление на меридиана, в Северното полукълбо подмиват десния си бряг, а в Южното полукълбо – левия.“ Този закон се обяснява с кориолисовата сила и е формулиран от руския учен Карл Бер (Karl Ernst von Baer) през 1857 г.
{\displaystyle {\vec {F}}_{K}=-2\,m\,{\vec {\omega }}\times {\vec {v}}}
където {\displaystyle m} – точкова маса, {\displaystyle {\vec {\omega }}} – ъглова скорост, {\displaystyle {\vec {v}}} – линейната скорост.

#### История
Италианският учен Джовани Батиста Ричиоли и неговият асистент Франческо Мария Грималди описват ефекта във връзка с артилерията в „Алмагествум Новум“ през 1651 г., като твърдят, че въртенето на Земята трябва да предизвика дефлекция на изстреляната северно куршума на изток. През 1674 г. Клод Франсоа Милие Дешал описва в своето произведение „Cursus seu Mundus Mathematicus“ как въртенето на Земята трябва да доведе до отклонение в траекториите както на падащите тела, така и на проектилите, насочени към единия от полюсите на планетата. Ричиоли, Грималди и Дешал всички описват този ефект като част от аргументите против хелиоцентричната система на Коперник. С други думи, те твърдят, че въртенето на Земята трябва да създаде този ефект, и затова неуспехът да се открие ефектът е доказателство за неподвижната Земя. Уравнението за кориолисното ускорение е извлечено от Ойлер през 1749 г., а ефектът е описан в приливните уравнения на Пиер-Симон Лаплас през 1778 г.
Гаспар-Гюстав де Кориолис публикува през 1835 г. статия за енергийната ефективност на машини с въртящи се части, като водни колела. В тази статия той разглежда допълнителните сили, които се откриват в въртяща се система от координати. Кориолис разделя тези допълнителни сили в две категории. Втората категория съдържа сила, която възниква от кръстосаното произведение на ъгловата скорост на координатната система и проекцията на скоростта на частицата върху равнина, перпендикулярна на оста на въртене на системата. Кориолис нарича тази сила „комплексна центробежна сила“ поради аналогията ѝ с центробежната сила, която вече е разгледана в първата категория. Ефектът е бил известен в началото на 20-ти век като „ускорение на Кориолис“, а през 1920 г. е наречен „сила на Кориолис“.
През 1856 г. Уилям Ферел предлага съществуването на циркулационна клетка в средните ширини, като въздухът бива отклонен от силата на Кориолис, за да създаде преобладаващите западни ветрове.
Разбирането на кинематиката на това как точно въртенето на Земята влияе върху въздушния поток в началото е било непълно. Късно през 19-ти век е разбрано в пълна степен как голямото взаимодействие между силата на налягането и отклоняващата сила води до движението на въздушните маси по изобари.

##### Направление на сили на Кориолис за простите случаи
Тъй като силата на Кориолис е пропорционална на кръстосано произведение на два вектора, тя е перпендикулярна на двата вектора - в този случай на скоростта на обекта и вектора на въртене на координатната система. Оттук следва, че:
- Ако скоростта е паралелна на оста на въртене, силата на Кориолис е нула. Например, на Земята тази ситуация се среща, когато тяло на екватора се движи на север или юг спрямо повърхността на Земята. (На всяка ширина, различна от екватора, обаче движението на север-юг би имало компонент, перпендикулярен на оста на въртене и сила, определена от посочените по-долу случаи за вътрешно или външно отклонение).
- Ако скоростта е насочена точно към оста на въртене, силата на Кориолис е в посока на локалното въртене. Например, на Земята тази ситуация възниква, когато тяло на екватора пада надолу, както в илюстрацията на Дешал, където падащото топче преминава по-далеч на изток от кулата. Освен това, ако се движите на север в северното полукълбо, компонентата на скоростта към оста на въртене води до сила на Кориолис на изток (като този ефект става по-изразен колкото по-северно се намирате).
- Ако скоростта е насочена точно отвън към оста на въртене, силата на Кориолис е срещу посоката на локалното въртене. Например, в примера с кулата, когато топче се изстрелва нагоре, ще се отклони на запад.
- Ако скоростта е в посока на въртенето, силата на Кориолис е насочена навън от оста. Например, на Земята тази ситуация възниква, когато тяло на екватора се движи на изток спрямо повърхността на Земята. То ще се движи нагоре, както би го видял наблюдател на повърхността. Този ефект (виж ефекта на Еьотвьош по-долу) е обсъждан от Галилео Галилей през 1632 г. и от Ричиоли през 1651 г.
- Ако скоростта е срещу посоката на въртене, силата на Кориолис е насочена към оста. Например, на Земята тази ситуация възниква, когато тяло на екватора се движи на запад, което би го отклонило надолу, както би го видял наблюдател.

###### Метеорологията и океанографията
Може би най-важното въздействие на ефекта на Кориолис е в голямомащабната динамика на океаните и атмосферата. В метеорологията и океанографията е удобно да се постулира въртяща се система от координати, в която Земята е неподвижна. В съответствие с това временно постулиране, се въвеждат центробежни и кориолисови сили. Техният относителен ефект се определя от приложимите числа на Росби. Торнадата имат високи числа на Росби, така че, докато центробежните сили, свързани с торнадата, са доста съществени, кориолисовите сили, свързани с торнадата, са практически пренебрежими.
Тъй като повърхностните океански течения се движат от вятъра върху водната повърхност, силата на Кориолис влияе и на движението на океанските течения и циклони. Много от най-големите океански течения циркулират около топли области с високо налягане, наречени гироси. Въпреки че циркулацията не е толкова значителна, колкото тази в атмосферата, отклонението, причинено от ефекта на Кориолис, е това, което създава спираловидния модел в тези гироси. Спираловидният вятърен модел помага на урагана да се формира. Колкото по-силна е силата от ефекта на Кориолис, толкова по-бързо се върти вятърът и поема допълнителна енергия, увеличавайки силата на урагана.
Въздухът в системи с високо налягане се върти в посока така, че силата на Кориолис е насочена радиално навътре, като почти се балансира от радиалния наляганен градиент, насочен навън. В резултат на това въздухът пътува по часовниковата стрелка около високо налягане в северното полукълбо и обратно на часовниковата стрелка в южното полукълбо. Въздухът около ниско налягане се върти в противоположната посока, така че силата на Кориолис е насочена радиално навън и почти балансира вътрешния радиален наляганен градиент.